# Ligne Koltsevaïa
La ligne Koltsevaïa (en russe, Кольцева́я ли́ния) est une ligne de métro circulaire du centre de Moscou (ligne 5 - marron). La ligne fut construite entre 1950 et 1954, et encerclant le centre de Moscou, est devenue primordiale aux correspondances dans les itinéraires des passagers.

## Histoire
Sur les plans initiaux du développement du métro de Moscou, aucune structure n'était prête à accueillir la ligne circulaire. Tout était planifié pour que des « diamètres » complets parcourent la ville radialement, avec des correspondances à leurs intersections. Cependant, après l'ouverture de la deuxième phase en 1938, il devint clair, d'après la charge excessive de passagers à ces jonctions, que ce plan initial serait insuffisant pour contrecarrer le nombre croissant de passagers suivant l'expansion du système. Selon une rumeur, Joseph Staline lui-même suggéra la création de l'anneau après que sa tasse de café posée sur la carte du métro originelle (sans anneau) laissa une trace circulaire sur le plan, encerclant le centre de la ville. On prétend même que la couleur marron de la ligne s'explique par cette anecdote. Cette rumeur est démentie par Konstantin Cherkassky, directeur du musée du métro de Moscou, qui indique qu'un projet de ligne circulaire avait précédemment été envisagé, en 1931, sans aboutir, tandis que, par ailleurs, un projet de ligne circulaire avait été esquissé dès 1901 par un ingénieur des voies de communication.
Le choix du rayon de l'anneau fut également controversé, les planificateurs hésitant entre suivre Sadovoe Koltso (boulevard périphérique "B") et utiliser une circonférence plus importante. Finalement il fut décidé d'aligner partiellement la trajectoire au sud avec Sadovoe Koltso, et de laisser la partie nord dévier afin qu'elle connecte la plupart des grandes gares ferroviaires moscovites. Ceci résolut un important problème logistique, parce qu'il aurait été impossible, à cause de la disposition des gares de Moscou, d'aller d'une région située d'un côté de la ville à une autre sans avoir à effectuer une correspondance pédestre d'une gare à une autre.
La construction commença peu après la fin de la guerre, et la première portion fut ouverte en 1950, allant de Park koultoury à Kourskaïa. En 1952, un deuxième tronçon complétait la déviation au nord jusqu'à Belorousskaïa et en 1954, les deux bouts de l'anneau furent reliés.
La construction de l'anneau permit de grands changements dans les choix d'itinéraires des passagers, et laissa également systématiquement pour chaque station, une plateforme de développement pour d'autres lignes envisagées. Au total, sept lignes radiales commencèrent par l'anneau, quatre desquelles se relièrent au centre pour devenir des diamètres.

### Chronologie
| Segment                        | Date d'ouverture | Longueur |
| ------------------------------ | ---------------- | -------- |
| Park koultoury - Kourskaïa     | 1er janvier 1950 | 6,5 km   |
| Kourskaïa - Belorousskaïa      | 30 janvier 1952  | 7,0 km   |
| Belorousskaïa - Park koultoury | 14 mars 1954     | 5,9 km   |
| Total:                         | 12 stations      | 19,4 km  |

### Changements d'appellation
| Station        | Dénomination(s) précendente(s)                            | Années    |
| -------------- | --------------------------------------------------------- | --------- |
| Park koultoury | Tsentralni park koultoury i otdykha imeni Maksima Gorkogo | 1950-1980 |
| Oktiabrskaïa   | Kaloujskaïa                                               | 1950-1960 |
| Dobryninskaïa  | Serpoukhovskaïa                                           | 1950-1960 |
| Prospekt Mira  | Botanitcheski Sad                                         | 1952-1966 |

## Correspondances
| #  | Vers la ligne                 | Station                        |
| -- | ----------------------------- | ------------------------------ |
| 01 | Sokolnitcheskaïa              | Park koultoury, Komsomolskaïa  |
| 02 | Zamoskvoretskaïa              | Paveletskaïa, Belorousskaïa    |
| 03 | Arbatsko-Pokrovskaïa          | Kourskaïa, Kievskaïa           |
| 04 | Filiovskaïa                   | Kievskaïa                      |
| 06 | Kaloujsko-Rijskaïa            | Oktiabrskaïa, Prospekt Mira    |
| 07 | Tagansko-Krasnopresnenskaïa   | Taganskaïa, Krasnopresnenskaïa |
| 08 | Kalininsko-Solntsevskaïa      | Taganskaïa                     |
| 09 | Serpoukhovsko-Timiriazevskaïa | Dobryninskaïa, Novoslobodskaïa |
| 10 | Lioublinsko-Dmitrovskaïa      | Kourskaïa                      |

## Matériel roulant
La ligne est desservie par le dépôt Krasnaïa Presnia (No.4) et fut la première à adopter les trains 81-717/714 en 1978. Aujourd'hui, 34 trains à six wagons lui sont affectés.

## Développements récents et futurs
Actuellement, la ligne est l'une des plus chargées, et le nombre toujours croissant de passagers durant les heures de pointe se ressent d'autant plus que les stations ont un demi-siècle d'existence. En 1998, une deuxième entrée fut ouverte à Belorousskaïa et on envisage d'équiper Park koultoury et Komsomolskaïa de même.
De nombreuses restaurations sont en cours afin d'améliorer la ligne vieillissante, et récemment Novoslobodskaïa fut largement rénovée, ce qui consista en le remplacement des éclairages et à des retouches sur les chefs-d'œuvre de verre teinté de Pavel Korine. Le vestibule de Taganskaïa fut fermé en 2005 afin de permettre le remplacement des anciens escalators et la mise à jour de nouveaux tourniquets, ainsi que pour une rénovation "cosmétique" de la station. La réouverture eut lieu en 2006, et peu de temps après, ce fut au tour de Dobryninskaïa de subir une rénovation similaire.
Malgré le fait qu'à l'ouverture de la ligne, six embryons de stations furent laissés pour développement futur, il s'avéra que cela était trop juste pour le système sans cesse en expansion. Deux stations doivent être ouvertes sur la ligne Koltsevaïa, qui doivent constituer des points de transit vers deux rayons futurs. La première, Souvorovskaïa (également dénommée Plochtchad Souvorova), située entre Prospekt Mira et Novoslobodskaïa, constituera une correspondance vers la station Dostoeïvskaïa de la ligne Lioublinskaïa. Toutefois, bien que la construction ait déjà débuté sur Souvorovskaïa, elle est actuellement gelée pour de raisons financières et la station ne sera pas terminée à temps pour l'ouverture du rayon Dmitrovski en 2008/2009.
La deuxième station envisagée, pour l'instant nommée Rossiskaïa, doit être construite entre Krasnopresnenskaïa et Kievskaïa, pour devenir plus tard un point de transit vers la ligne Kalininsko-Solntsevskaïa quand elle entamera son extension vers l'ouest. Cependant la construction n'est pas attendue avant 2015, ce qui signifie une ouverture vers 2020, et pas avant.